# Grande Prémio Vida Literária APE/CGD
O Grande Prémio de Vida Literária APE/CGD é um prémio literário instituído pela Associação Portuguesa de Escritores e patrocinada pela Caixa Geral de Depósitos, em reconhecimento de uma carreira excepcional na literatura portuguesa. O prémio é entregue de dois em dois anos a escritores de ficção, poesia e ensaio, com um valor de 25.000 euros, desde 1993.

## Vencedores
- 1993 – José Saramago
- 1994 – Sophia de Mello Breyner Andresen
- 1998 – José Cardoso Pires
- 2000 – Eugénio de Andrade
- 2002 – Urbano Tavares Rodrigues
- 2005 – Mário Cesariny de Vasconcelos
- 2007 – Vítor Aguiar e Silva
- 2009 – Maria Helena da Rocha Pereira
- 2012 – João Rui de Sousa
- 2013 – Maria Velho da Costa
- 2016 - Manuel Alegre[3]